# Amparo Sandino
Amparo Sandino (Bogotá, 1963) es una cantante, guitarrista y compositora colombiana, popular por haber formado parte de la banda de Carlos Vives y por su carrera en solitario, iniciada en 1996.

## Biografía

### Inicios
Sandino nació en 1963 en la ciudad de Bogotá. A la edad de ocho años empezó a interesarse en la música, especialmente por el canto y la guitarra. Inició una carrera en pedagogía musical y se desempeñó como docente de música por un tiempo (llegando a enseñarle a tocar la guitarra a Merche Corisco, cantautora madrileña). En 1993 fue convocada por el reconocido músico de vallenato Carlos Vives para conformar su banda, La Provincia. 

### Reconocimiento
Durante una presentación de Vives en Nueva York, Amparo fue invitada por el ejecutivo de Warner Music, Mark Kamins, para grabar su primer trabajo en solitario bajo ese sello. El resultado fue el álbum Punto de partida (1996), producción en la que Sandino incursionó en una gran variedad de ritmos como el merengue, el bolero y el pop. En el repertorio hay dos duetos, uno con los Gipsy Kings ("Báilame") y otro con Benny Ibarra ("Espérame"). En la edición para España, fue Javier Ojeda quien cantó con Sandino la canción "Espérame". El primer sencillo fue "Mar de amores".  
En 1999 publicó el álbum El año del gato a través de la discográfica española DRO East West, con once canciones a ritmo de vallenato y otras influencias caribeñas. Destaca de esta producción "Gózate la Vida", el primer sencillo, cuya melodía fue creada por la propia artista. Un año después publicó su tercer álbum, Así es mi gente. Además de nuevas remezclas, contiene un dúo con el grupo Café Quijano. Con este álbum, la colombiana repasó canciones como "Mar de amores", "Camino del corazón" o "Gózate la vida", pertenecientes a sus dos trabajos anteriores, de los que vendió más de cien mil ejemplares.

### Actualidad
En 2017, tras una larga ausencia, la artista presentó una nueva canción, titulada "FIN DE SEMANA" de la mano del productor español Dabruk. En 2018 publicó el sencillo "Me libraré" con la participación del cantante colombiano Jerau y el productor Toño Castillo. En 2019 publicó su tercer sencillo, "ROSAS Y ESPINAS", y más adelante su cuarto sencillo, "LA TUSA", ambos grabados y producidos en Madrid por Dabruk en Dabruk Studios y en Bogotá en 5.ª Estudio por Nicolás Ladrón. En e 2020 ha publicado su último sencillo "UN POCO MAS DE AMOR" producido por el compositor cubano Pavel Urkiza y grabado en Miami, en Peermusic Spain Studios y en Cezanne Producciones  en Madrid. Estos  sencillos se han realizado en coproducción de Amparo Sandino con la editorial española Peer Music.

## Discografía
- 1996 - Punto de partida
- 1999 - El año del gato
- 2000 - Así es mi gente
- 2017 - Fin de semana (sencillo)
- 2018 - Me Liberaré feat. Jerau (sencillo)
- 2019 - “Rosas y Espinas” (sencillo)
- 2019 - “La Tusa” (sencillo)
- 2020 - “Un Poco Mas de Amor” (sencillo)
- 2022 - “No me lastimes” (sencillo)

## Premios
|                                        | Año  | Trabajo Nominado | Categoría                                              | Resultado |
| -------------------------------------- | ---- | ---------------- | ------------------------------------------------------ | --------- |
| Premios Amigo - España                 | 1997 | Punto de Partida | Mejor Álbum Latino Mejor Solista Latina                | Nominada  |
| Premios TV y Novelas - Colombia        | 1997 | Punto de Partida | Mejor Artista Revelación Femenina                      | Nominada  |
| Premios Prensa Colombiana - Colombia   | 1997 | Punto de Partida | Mejor Álbum Femenino Mejor Artista Revelación Femenina | Nominada  |
| Premio Gardel De la Música - Argentina | 2000 | El Año del Gato  | Mejor Artista Femenina                                 | Nominada  |